# Marianne Hoepfner
Marianne Hoepfner, devenue Marianne Hoepfner Trintignant, de son nom de jeune fille Marie-Anne Brigitte Fourton, née le 7 avril 1944 à Bourg-en-Bresse, est une pilote de course française, tant en rallyes qu'en compétitions d'endurance sur circuit. 
Elle a été mariée avec Jean-Paul Hoepfner, pilote et organisateur en sport automobile. Elle a ensuite épousé Jean-Louis Trintignant.

## Biographie
En 1972 et 1973, elle remporte le rallye Paris-Saint-Raphaël féminin, sur Alpine A110 1600S (en 1972) et Alpine A110 1800 Gr. V Usine (en 1973), avec pour copilote Yveline Vanoni. 
Elle remporte la Coupe des Dames lors du Tour de France automobile 1974 (copilote Marie Laurent, sur Alpine A310 1800 - 13e au général), et termine deux fois 7e du Rallye du Maroc, en 1975 (Coupe des dames à son actif) et 1976, sur Peugeot 504. 
En 1975, elle fait ses débuts aux 24 Heures du Mans avec Christine Dacremont et Michèle Mouton sur le prototype Moynet LM 75 de 2 litres. La voiture, sponsorisée par l'Esso racing team, a été présentée à la Presse le 5 juin par Henri Lamaison, PDG d'Esso, au siège social à La Défense. Les trois pilotes courent sous le numéro 35 et terminent 21e du classement général et 1re de la catégorie de 1 601 à 2 000 cm3. Marianne Hoepfner participe quatre fois à l'épreuve.
| Année | Écurie                         | Voiture           | Équipiers                          | Classement                         | Cause            |
| ----- | ------------------------------ | ----------------- | ---------------------------------- | ---------------------------------- | ---------------- |
| 1975  | Société Esso                   | Moynet LM75       | Christine Dacremont Michèle Mouton | 21e du général 1re de sa catégorie |                  |
| 1977  | Team Esso Aseptogyl            | Lancia Stratos HF | Christine Dacremont                | Abandon                            | Casse moteur     |
| 1978  | WM A.E.R.M Team Esso Aseptogyl | WM P76            | Christine Dacremont                | Abandon                            | Joint de culasse |
| 1980  | Équipe Alméras Frères          | Porsche 934       | Jacques Alméras Jean-Marie Alméras | Abandon                            | Sortie de route  |

En 1981, elle termine 7e aux 24 Heures de Spa Francorchamps, avec Jean-Louis Trintignant, Alain Cudini et Derek Bell, sur BMW 530i (écurie Gitanes/gsi).
En 1982, elle est copilote de Jean-Louis Trintignant au rallye Monte-Carlo sur Peugeot 104 ZS (classés 51e au général). 
En 1984, elle participe au rallye-raid Paris-Dakar avec comme copilote la présentatrice météo Évelyne Dhéliat.

## Vie privée
Elle a rencontré l'acteur Jean-Louis Trintignant, alors membre du Star Racing Team, dont elle est devenue la compagne après le divorce de celui-ci d'avec Nadine Trintignant. 